# Lazzeroni
A Lazzeroni Arms Company é uma fabricante americana de armas de fogo e cartuchos com sede em Tucson, Arizona. A Lazzeroni foi fundada por John Lazzeroni e é conhecida por projetar e produzir rifles de caça de longo alcance e cartuchos de alta velocidade.

## Rifles
Inicialmente, os rifles Lazzeroni foram feitos usando o mecanismo de ação do Remington Model 700, mas devido a problemas de alimentação e preocupações sobre a força do mecanismo de ação, a empresa passou a usar uma ação McBros especialmente modificada com uma montagem de carregador personalizada. Mais recentemente, a empresa usou ações da SAKO especialmente feitas.
O rifle padrão da Lazzeroni, o L2000ST, tem um cano de 27 pol. (69 cm) e pesa 8 libras (3,6 kg) sem mira telescópica. O rifle de montanha leve da empresa, o L2000SA, tem um cano de 24 pol. (61 cm) e pesa 6,5 lb (2,9 kg) sem mira telescópica.

## Cartuchos proprietários
A Lazzeroni desenvolveu uma série de cartuchos proprietários magnum curtos e longos, não cinturados.
Os cartuchos proprietários Lazzeroni incluem:
- 6,17mm Spitfire
- 6,17mm Flash
- 6,57mm Scramjet
- 6,71mm Phantom
- 6,71mm Blackbird
- 7,21mm Tomohawk
- 7,21mm Firebird
- 7,21mm Firehawk
- 7,82mm Patriot
- 7,82mm Warbird
- 8,59mm Galaxy
- 8,59mm Titan
- 9,09mm Eagle
- 9,53mm Hellcat
- 9,53mm Saturn
- 10,57mm Maverick
- 10,57mm Meteor
- 12,04mm Bibamufu